# 伊薩克·博斯
伊薩克·博斯（英語：Isaac Boss；1980年4月6日—）是一位愛爾蘭橄欖球運動員，出生在新西蘭。他是愛爾蘭國家橄欖球隊的一員，代表愛爾蘭參加了2015年世界盃橄欖球賽。